# Kings Langley, New South Wales
Kings Langley este o suburbie în Sydney, Australia.